# Verano del 98
Verano del 98 es una telenovela juvenil argentina creada por Cris Morena, producida por Guillermo Pendino y Gustavo Marra, fue dirigida por Carlos Luna, Gustavo Luppi, Federico Palazzo y Daniel Aguirre y fue escrita por Patricia Maldonado, Sergio Vainman, Claudio Lacelli, Fidel Chiatto, Marili Pugno, Amparo Iribas, José Ierfino y Betina Sancha para Telefe, que se estrenó el 26 de enero de 1998 y finalizó el 17 de noviembre de 2000. Fue pensada como una telenovela para cubrir la programación televisiva del verano argentino, pero se convirtió en todo un suceso que alcanzó una duración de tres años consecutivos. La idea fue de Cris Morena. Y se mantuvo como productora general de los primeros veinte capítulos, cuando se fue para seguir con Chiquititas. Como consecuencia de tan prolongado tiempo en el aire (algo bastante inusual para una novela diaria), el reparto fue variando. También sufrió cambios de horario de emisión, sin embargo, la audiencia respondió favorablemente hasta el final de la serie.
El 11 de marzo de 2018, se emitió un programa especial por Telefe, para celebrar los 20 años de Verano del 98. Para el especial, se convocó a las figuras más destacadas del ciclo quienes compartieron anécdotas sobre las filmaciones de la telenovela, logrando picos de más de 10 puntos de índice de audiencia y tendencia durante dos días. [cita requerida]

## Elenco
| Personaje                               | Actor/actriz         | Temporada  | Temporada  | Temporada |
| Personaje                               | Actor/actriz         | 1          | 2          | 3         |
| Franco Baldassari                       | Fernán Mirás         | Principal  | Invitado   |           |
| Dolores "Loli" Vidal                    | Nancy Duplaa         | Principal  | Invitada   |           |
| Sofía                                   | Patricia Viggiano    | Principal  | Recurrente |           |
| Germán Villanueva                       | Mario Pasik          | Principal  | Principal  |           |
| Isabel de Ibarra                        | Alicia Zanca         | Principal  | Recurrente |           |
| Josefina "José" Vidal                   | Marcela Kloosterboer | Principal  |            | Principal |
| Elvira de Herrera                       | Susana Ortiz         | Principal  | Principal  | Principal |
| Federico Ibarra                         | Horacio Peña         | Principal  | Principal  | Principal |
| Bruno Belaustegui                       | Diego Ramos          | Invitado   | Principal  | Principal |
| Victoria Vázquez                        | Chany Mallo          | Principal  |            | Invitado  |
| Amalia                                  | Nelly Fontán         | Invitado   | Recurrente |           |
| Emilio Vázquez                          | Tincho Zabala        | Principal  | Principal  | Invitado  |
| Clara Vázquez                           | Dolores Fonzi        | Principal  | Principal  |           |
| Teresa Villaueva                        | Agustina Lecouna     | Principal  | Invitada   |           |
| Connie Vázquez                          | Romina Ricci         | Principal  | Principal  | Principal |
| Renata                                  | Sabrina Carballo     | Principal  | Principal  | Principal |
| Paula Ibarra/ Amanda                    | Jazmín Stuart        | Principal  | Principal  |           |
| Jazmín Herrera                          | Carolina Santangelo  | Principal  | Recurrente |           |
| Tomás Ibarra                            | Nahuel Mutti         | Principal  | Principal  | Principal |
| Mauro Villanueva                        | Alejo Ortiz          | Principal  | Principal  |           |
| Juan Herrera                            | Juan Ponce de León   | Principal  | Principal  |           |
| Benjamin Vázquez                        | Tomás Fonzi          | Principal  | Principal  | Principal |
| Nano                                    | Marcos Marotta       | Principal  |            |           |
| Darío Baldassari                        | Alejandro Botto      | Principal  | Principal  |           |
| Violeta Herrera                         | Agustina Cherri      | Principal  | Principal  |           |
| Leandro Belaustegui                     | Villanueva Cosse     | Invitado   | Principal  | Principal |
| Sabrina                                 | Sandra Ballesteros   | Invitado   | Recurrente |           |
| Rosario/ Hermana de Rosario             | Henny Trailes        | Invitado   | Principal  |           |
| Raúl Herrera                            | Mario Alarcon        | Recurrente | Invitado   |           |
| Amparo Guzmán                           | Gloria Carrá         |            |            | Principal |
| Alejandro                               | Federico D'Elia      |            | Invitado   |           |
| Sara Katz                               | Rita Cortese         |            | Principal  | Principal |
| Octavio Levin                           | Guido Kaczka         |            | Principal  | Principal |
| Lucio Herrera                           | Ezequiel Castaño     |            | Principal  | Principal |
| Catalina Yoko Valdés                    | Celeste Cid          |            | Principal  | Principal |
| Nicolás Levin                           | Nicolás Mateo        | Invitado   | Principal  | Principal |
| Alí                                     | Diego Mesaglio       |            | Principal  | Principal |
| Celina Villanueva                       | Julieta Cardinali    | Recurrente | Principal  | Principal |
| Dolores Guzmán                          | Florencia Bertotti   |            | Principal  | Principal |
| Trinidad "Titi" Guzmán                  | Catalina Artusi      |            | Principal  | Principal |
| Gustavo "Tavo" Torres                   | Paulo Brunetti       |            | Principal  | Principal |
| Pedro Guzmán                            | Damián Canduci       |            | Principal  | Principal |
| Sol Vega                                | Laura Liste          |            | Principal  | Principal |
| Tadeo Guzmán                            | Santiago Pedrero     |            | Principal  | Principal |
| Rocío                                   | Valeria Britos       |            | Invitado   |           |
| Alejandro "Álex" Beláustegui Villanueva | Matías Del Pozo      |            | Principal  | Principal |
| Francisco "Paco"                        | Diego Reinhold       |            | Principal  | Principal |
| Turco Abdala                            | Eduardo Cutuli       |            | Principal  | Principal |
| Damián Guzmán                           | Ezequiel Rodríguez   |            | Principal  | Principal |
| Ricardo "Ricky" Serdá                   | Mariano Torre        |            | Principal  | Principal |
| Guadalupe “Lupe” Arriaga                | Florencia Peña       |            | Principal  | Principal |
| Rafael Baldassari                       | Rafael Ferro         |            |            | Principal |
| Joaquín López Echagüe                   | Joaquín Furriel      |            |            | Principal |
| Eduardo López Echague                   | Rubén Stella         |            |            | Principal |
| Pablo Valentini                         | Walter Quiroz        |            |            | Principal |
| Cardenal Dumond                         | Alfredo Iglesias     |            |            | Principal |

### Actuaciones especiales
- Facundo Espinosa
- Jorge Sassi
- Claudia Lapacó
- Nicolás Vázquez
- Sebastian Rulli
- Isabel Macedo
- Romina Gaetani
- Bárbara  Estrabou
- Juan Gil Navarro
- Lola Berthet
- Leandro Castello
- María Fernanda Neil
- Francisco Bass
- Lucas Ferraro
- Esteban Meloni
- Helena Jios
- Manuela González

## Personajes

### Familia Herrera
Violeta Herrera (Agustina Cherri): tiene 16 años, es hija de Raúl y Elvira, y hermana de Juan, Lucio y Jazmín. Se viste de colores brillantes y siempre está de buen humor. Ella trabaja para Franco en el Morena. Ella estará en una constante "lucha-reconciliación" con Mauro. En un momento, queda embarazada de Mauro, hasta que Germán la hace perder el embarazo. Ella pasa por una fuerte depresión que la separa de Mauro. Ella conoce a Octavio, con quien luego se casa, obligada por su madre para olvidar a Mauro. Pero a pesar de esto, tiene un encuentro con Mauro, quedando nuevamente embarazada. Sara, la madre de Octavio junto con el padre Enrique, le hacen creer a todos que el bebé que espera es de Octavio, pero la verdad sale a la luz y Violeta se divorcia de Octavio para regresar con Mauro. Tienen a su hija Teresa y se casan. Se va a vivir a Chile con Mauro y su hija Teresa. En el capítulo 568 de la tercera temporada, José recibe una carta de ella y todo el capítulo se basa en como José le cuenta a Pablo la historia de Violeta y Mauro y la historia de Juan y Amanda. En este capítulo se pueden ver muchas imágenes de las dos primeras temporadas con los primeros protagonistas. (Primera y segunda temporada: 1-392)
Juan Herrera (Juan Ponce de León): es el hijo mayor de Raúl y Elvira, es el hermano mayor de Violeta, Lucio y Jazmín. Juan es el hombre de la casa. Él es un mujeriego. Trabaja en una tienda de discos que compra Sofía, de quien se enamorará. Al principio comienza una relación secreta con ella debido a la diferencia de edad. Sofía lo deja cuando sus hijos descubren su relación con él. Conoce a Paula, de quien se enamora y se casa con ella. Pero luego Paula se enferma de leucemia y su familia la lleva a Cuba para tratar su enfermedad pero, a pesar de los intentos, termina muriendo. Después de la muerte de su esposa, Juan reinicia su relación con Sofía, que nuevamente no prospera, y decide abandonar Costa Esperanza e ir hacia el sur. Conoce a Amanda, una chica que es físicamente igual a Paula. Esta relación es bastante complicada desde el principio, debido a los problemas del pasado que la rodean a ella. Juan, en el medio, tiene una aventura con Yoko, pero finalmente termina con su verdadero amor, Amanda, con quien se casa, adoptan una bebé, llamada Juana y se van vivir a Miami después que él obtiene un contrato musical. En el capítulo 568 de la tercera temporada, José recibe una carta de Violeta y todo el capítulo se basa en como José le cuenta a Pablo la historia de Violeta y Mauro y la historia de Juan y Amanda. En este capítulo se pueden ver muchas imágenes de las dos primeras temporadas con los primeros protagonistas.  (Primera y segunda: 1-412/444-446)
Elvira de Herrera (Susana Ortiz): es la esposa de Raúl, y la madre de Juan, Violeta y Jazmín. Su esposo y padre de sus hijos, Raúl, los abandonó hace mucho tiempo y desde entonces cayó en una profunda depresión. Ella adopta a Lucio. Cuando Octavio incendia su casa, ella está en la calle con Lucio, por lo que termina trabajando como empleada doméstica en la casa de los López Echagüe. Ella se convierte en la intendente de Costa Esperanza. (Primera, segunda y tercera temporada: 1-679)
Lucio Herrera (Ezequiel Castaño): es hijo del padre de Violeta y de Juan, pero no de la misma madre. Llegará a Costa Esperanza con su padre en una visita y decidirá quedarse allí con su hermano, hermana y Elvira. Es adoptado por Elvira. Se convertirá en el mejor amigo de Nicolás. Él tiene una breve relación con Yoko. Él tiene una breve relación con Clara. Él tiene una relación con Lola y él le pide a ella que se case con él. Se separa de Lola y tiene una breve relación con Renata. Se va a vivir a Miami con su hermano Juan y Amanda. (Segunda y tercera temporada: 213-650)
Raúl Herrera (Mario Alarcón): es el esposo de Elvira, es el padre de Juan, Lucio y Violeta. Abandonó a Elvira y a sus hijos durante muchos años y regresa años más tarde cuando sus hijos son adultos. Él termina muriendo de una enfermedad. (Primera y segunda temporada: 182-310)
Jazmín Herrera (Carolina Santangelo): es la hermana menor de la familia. Ella es adoptada. Ella está enamorada de Benjamín. Ella es la debilidad de Juan. Al principio con los libros de Patricia Maldonado su personaje tenía más participación, pero con el cambio de guionistas fue ocupando un lugar secundario. Para la segunda temporada salió de elenco principal y quedó como personaje recurrente hasta que su personaje desapareció y nunca más se hizo mención a ella, aunque aparecieron imágenes de ella cuando José le cuenta a Pablo la historia de Violeta y Mauro, en el capítulo 568 de la tercera temporada. (Primera y segunda temporada: 1-318)

### Familia Vidal
Dolores "Loli" Vidal  (Nancy Dupláa) Dolores tiene 27 años. Ella es la hija de Susana, es la hermana de Josefina y es la madre de Brisa. Es una niña pequeña y rígida, ya que a los 18 años su madre la dejó y tuvo que cuidar a su hermana, que solo tenía 7 años. Desde entonces, vive sola con su hermana Josefina, a quien crio como una hija. Ella tiene una tienda de antigüedades en la calle principal de Costa Esperanza. Ella tiene una relación secreta con un hombre llamado Sergio, de quien quedó embarazada y tuvo a Brisa. A medida que avanzan los capítulos, se devela que Sergio es realmente Germán Villanueva. Se enamora de Franco a pesar de los intentos de Germán por separarlos. Germán intenta asesinarla a ella y a Franco, por lo que ambos escapan a Bolivia. En ese país se instalan y se encuentran nuevamente con Brisa. Allí rehacen su vida y están esperando un hijo. En la tercera temporada se descubre que Germán asesinó a Franco y Dolores en Bolivia meses antes del nacimiento de su segundo hijo. (Primera y segunda temporada: 1-255)
Josefina "Jose" Vidal (Marcela Kloosterboer) Josefina tiene 16 años. Ella es la hija de Susana, es la hermana de Dolores y es la tía de Brisa. Josefina apenas recuerda a su madre. Desde los 7 años vive sola con su hermana Dolores. Ella vive en Costa Esperanza desde que nació y conoce a casi todos en la ciudad. Ella es la mejor amiga de Violeta y Tomás, a quien conoce desde que era una niña. Poco a poco se dará cuenta de que lo que siente por Tomás es más que amistad. Cuando su relación con Tomás falla, ella toma hábitos y se convierte en monja. Ella va como misionera a África, donde conoce a Bruno, quien se enamora de ella, pero no es correspondido. Todavía está enamorada de Tomás, por lo que deja sus hábitos. Cuando encuentran a Brisa, que había sido abandonada por su padre en Nueva York, ella decide tomar los hábitos nuevamente y regresar a África. Ella regresa a Costa Esperanza para cuidar a su sobrina, Brisa, después de la muerte de Dolores y Franco. Ella continúa su trabajo como monja, pero sigue enamorada de Tomás y del sacerdote Pablo. Vuelve a dejar los hábitos. Ella comienza una relación con Tomás y se compromete con él. Pero se da cuenta de que ya no está enamorada de él y que su único amor es Pablo. Cuando él deja los hábitos, comienzan una relación, pero Josefina muere a causa de un colapso en la fábrica abandonada. Antes de morir, deja la tutela de Brisa a Tomás y se casa con Pablo en el hospital. Vuelve como un ángel para ayudar a Pablo, que la puede ver y hablar con ella. (Primera y tercera temporada: 1-189/471-596/631-635)
Susana de Vidal (Cira Ciggiano) Ella es la madre de Dolores y Josefina y es la abuela de Brisa. Ella va a encontrarse con su otro hijo, por eso las había abandonado años antes. (Primera y tercera temporada: 87-93/473-500)

### Familia Baldassari
Franco Baldassari (Fernán Mirás) Franco es el hermano mayor de Darío y es el primo de Rafael. Franco es un hombre muy angustiado que llega misteriosamente a Costa Esperanza. A su llegada compra el Morena, el bar del pueblo, y vivirá en él. Llega muy solo, donde al principio muestra una actitud seria y de pocos amigos, sin embargo rápidamente se vuelve un buen amigo de Violeta, Josefina, Juan y Tomás, como de Dolores, de quien acaba enamorándose. Aunque al principio se llevan mal, gradualmente se enamorarán y él terminará criando a Brisa como si fuera su propia hija, Sin embargo, esconde un oscuro secreto que lo atormenta, Darío, su hermano menor, se encuentra ingresado en una clínica psiquiátrica debido a que Darío cree que causó la muerte de su novia y para ayudarlo, Franco se culpó a sí mismo a pesar de que este último no tuvo nada que ver con eso. Desde su llegada, su relación con Germán es demasiado tensa, principalmente debido al amor que siente por Dolores cuando ambos estaban a punto de casarse. Germán lo hace desaparecer quemando la barcaza, aunque sobrevive pierde la memoria, por lo que conoce a Sabrina, quien lo hace pasar por su esposo, un psiquiatra asesinado en la barcaza, y lo lleva a vivir a Nueva York, donde se encuentra con Tomás, y con la intención de visitarlo, regresa con su nueva esposa a Costa Esperanza y su reencuentro con Dolores le hará recordar todo. Finalmente, se casa con Dolores y criará a Brisa como su propia hija. Lamentablemente Germán no se conforma de que Franco sea feliz, por lo que en el día de su boda con Dolores, con un arma busca matar a Franco pero termina disparando a Dolores quien lo vería en el instante que Germán apuntó a Dolores, producto del ataque de Dolores, Franco y ella tienen varias discusiones que ponen en duda su matrimonio. Las cosas se salen de control cuando Germán al momento de fingir su muerte se hace pasar por el y, aprovechándose de las dudas de Dolores, logra engañarla, a pesar de que Franco logra desenmascarar a Germán. Germán no descansó hasta acabar con su vida y, por medio de estafas o mentiras, logra hacerles creer a las autoridades de que Franco y Dolores lo secuestraron. Con la policía en su contra Franco escapa con Dolores a Bolivia, donde se instalan y se encuentran nuevamente con Brisa. Allí rehacen su vida y están esperando un hijo. No obstante, en la tercera temporada se descubre que Germán asesinó a Franco y a Dolores en Bolivia meses antes del nacimiento de su segundo hijo. (Primera y segunda temporada: 1-255)
Darío Baldassari (Alejandro Botto) Darío es el hermano menor de Franco y es primo de Rafael. Darío era un joven que era demasiado rebelde quien se unió a una pandilla de delincuentes, que luego lo llevaron a una clínica psiquiátrica debido a la locura que lo llevó a matar accidentalmente a una novia que tuvo durante una explosión que tuvo con esa banda, lo que lo llevó a distanciarse de Franco, ya que este último se hacía pasar por el culpable. Con la ayuda de Violeta, Dolores, Franco y Teresa, mejorará y abandonará la clínica. Finalmente podrá formar una familia. Se casa con Teresa y tienen mellizos. Cuando Teresa es asesinada, pierde la posesión de sus hijos a causa de Germán y entra en una depresión profunda, hasta que Clara se reivindica y lo ayuda a recuperarlos. Él termina casándose con Clara y se va a vivir con ella y sus hijos a Buenos Aires. (Primera y segunda temporada: 57-390)
Rafael Baldassari  (Rafael Ferro) Rafael es el primo de Franco y Darío. Cuando Dolores y Franco escaparon a Bolivia, logró reconciliarse con su primo, pero después de la muerte de ambos, llegó a Costa Esperanza con Brisa. Al llegar se encuentra con Amparo y, aunque desconfían el uno del otro, terminan enamorándose. Cuando se descubre que él fue quien mató a Germán, huye de Costa Esperanza. Regresa, una vez que se prueba su inocencia en el asesinato. Comienza una relación con Amparo, con quien tiene una hija. Él termina a cargo del Morena con Norita. (Tercera temporada: 451-505/632-679)

### Familia Villanueva
Germán Villanueva (Mario Pasik) Él es el esposo de Sofía, es el padre de Mauro, Teresa y Brisa, es el tío de Celina y es el tío abuelo de Álex. Germán es un hombre de negocios rico. Es un hombre mentiroso, estafador, gánster y se convierte en un asesino. Por mucho tiempo engañó a Sofía, su esposa, con Dolores, con quien tuvo una relación secreta durante años, siempre bajo el nombre de Sergio, y la dejó embarazada. Su familia decide establecerse en Costa Esperanza, y como resultado, se descubre el engaño a Sofía y la paternidad de Brisa. Él finge su muerte para seguir atormentando a Franco y a Dolores, haciéndose pasar por él para matar a Sabrina, ya que ella tiene un video que lo muestra disparando a Dolores en medio de su casamiento. Cuando escapan, él regresa a casa. Antes de regresar, hace una alianza con Clara en la que ella mantuvo en secreto que fue él quien se hizo pasar por Franco y roba a uno de los hijos de Teresa para dárselo y que ella tiene a Mauro a su lado. Cuando todo se descubre, Alicia lo deja en la ruina haciendo malas inversiones. Luego conoce a Amparo, mientras recupera su fortuna y se casa con ella. Poco después, comienza a maltratarla y golpearla. Él es asesinado por Amparo,su esposa. (Primera y segunda temporada: 1-450)
Mauro Villanueva (Alejo Ortiz) Mauro tiene 17 años. Él es el hijo mayor de Germán y Sofía, es el hermano de Teresa y Brisa, primo de Celina y el tío de Álex. Él es un muchacho mimado, mujeriego e insoportable. Pero conociendo a Violeta, comenzará a cambiar, y a convertirse en un muchacho noble, valiente, dulce y protector. Aunque al principio la usa para divertirse, poco a poco se enamorará y, a pesar de la oposición de su padre, ella terminará siendo el gran amor de su vida. Esa relación le causará una gran pelea con su padre, quien hará lo imposible por separarlos. Su padre tiene éxito y Mauro comienza una relación con Clara y se casa con ella, quien finge un embarazo. Cuando descubre los engaños y las mentiras de Clara, se divorcia de ella, pero no regresa con Violeta, ya que ella está con Octavio. Se convierte en sacerdote, hasta que descubre que el bebé que Violeta espera es suyo. Abandona los hábitos para volver con Violeta. Tienen a su hija Teresa y se casa con Violeta. Se va a vivir a Chile con Violeta y su hija Teresa. En el capítulo 568 de la tercera temporada, José recibe una carta de Violeta y todo el capítulo se basa en como José le cuenta a Pablo la historia de Violeta y Mauro y la historia de Juan y Amanda. En este capítulo se pueden ver muchas imágenes de las dos primeras temporadas con los primeros protagonistas(Primera y segunda temporada: 1-392)
Sofía de Villanueva (Patricia Viggiano) Ella es la esposa de Germán y es la madre de Mauro y Teresa. Al llegar a la ciudad, se hará amiga de Dolores, sin saber que realmente es la amante de su esposo. Al enterarse, se peleará con Dolores y se irá de la ciudad. Ella también esconde un gran secreto y es que mantiene una relación con Juan, quien además de ser mucho más joven que ella, su hija está enamorada de él. Ella regresa para estar con Teresa y sus mellizos y se va nuevamente después de la muerte de Teresa. (Primera y segunda temporada: 1-199/309-322)
Teresa Villanueva (Agustina Lecouna) Ella es la hija menor de Germán y Sofía, es la hermana de Mauro y Brisa, prima de Celina y tía de Álex. Aunque tiene su lado histérico, siempre luchará porque su familia esté unida. Ella está muy enamorada de Juan, y le romperá el corazón saber que él está realmente enamorado de su madre. Al principio es amiga de Josefina y Violeta, pero después de enterarse de Dolores y su padre, responsabilizará a Josefina, se enojará mucho y se irá con Clara y Felicitas. Ella conoce a Darío y se convierte en su gran amor, pero su padre se opondrá a verlos juntos. Se casa con Darío y tienen mellizos, pero pronto Clara la asesinará por accidente. (Primera y segunda temporada: 1-313)
Celina Villanueva (Julieta Cardinali) Ella es la sobrina de Germán, la madre de Álex, prima de Mauro, Teresa y Brisa. Celina llega a Costa Esperanza, en busca de un hijo que tuvo y abandonó debido a la presión de su madre y su tío, que ya tiene 7 años. Ella se reunirá con Bruno, un viejo novio de ella y tendrá una relación con él nuevamente. Cuando ella cree que Bruno muere, ella comienza a salir con Damián, hasta que Diego Linares finge ser Bruno y comienza una relación con ella. Después del regreso del verdadero Bruno, ella se separa de él y conoce a Tavo con quien tiene una larga relación. Ella termina con Bruno y Álex viviendo en Londres. (Primera, segunda y tercera temporada: 172-557)
Brisa Villanueva Vidal Ella es la hija de Germán y Dolores. Ella es la nieta de Susana, es la media hermana de Mauro y Teresa, sobrina de Josefina, prima de Celina y tía de Álex. Ella es criada por su madre y Franco. Dado que su padre la usa solo como un mecanismo para extorsionar a Dolores. Está bajo el cuidado de Rafael cuando su padre manda a asesinar a Franco y Dolores. Rafael escapa después de ser acusado del asesinato de Germán y Brisa queda al cuidado de su abuela y su tía. Cuando su abuela se va, Brisa está bajo el cuidado de su tía. Cuando la fábrica abandonada se derrumba y Josefina sufre el accidente y muere, antes de morir, Josefina deja la custodia de Brisa a Tomás. Tomás se enferma y viaja con su padre a Canadá para someterse a una cirugía. Connie y Ricky permanecen con la custodia de Brisa. (Primera, segunda y tercera temporada: 24-255/451-679)

### Familia Vázquez
Clara Vázquez (Dolores Fonzi) Ella es la nieta de Don Emilio y Victoria, es la hermana de Benjamín, es la sobrina de Marlene y la prima de Connie, Yoko y Luquitas. Ella es manipuladora y calculadora, pero sobre todo se preocupa por su familia. Ella fue la primera novia de Tomás y luego de Mauro. En la segunda temporada, para retener a Mauro, ella se convierte en la aliada de Germán, fingiendo un embarazo para casarse con Mauro. Ella mató a Teresa por error. El asesinato de Teresa la llevó a reivindicarse. Ella ayudó a Darío salvando la vida de uno de sus hijos. Ella tiene una relación corta con Lucio. Ella termina casándose con Darío y se va a vivir con Darío y los mellizos a Buenos Aires. (Primera y segunda temporada: 1-390)
Benjamín Vázquez (Tomás Fonzi) Él es el nieto de Don Emilio y Victoria, es el hermano de Clara, es el sobrino de Marlene y el primo de Yoko, Connie y Luquitas. Es divertido e inmaduro pero, por sobre todo, noble. Se enamora de Renata. Es el mejor amigo de Nicolás, Lucio y Tadeo. Él era tímido al principio de la serie, pero en la segunda temporada es un rompecorazones. Él se convirtió en un mujeriego razón por la cual su relación con Renata termina, decepcionado de no tener futuro con la mujer de su vida. Regresa a Buenos Aires con sus abuelos. (Primera, segunda y tercera temporada: 1-535)
Marilyn Vázquez/Connie Vázquez (Romina Ricci) Ella se llama Marilyn, pero se hace llamar Connie. Ella es la hija de Marlene, es la nieta de Don Emilio y Victoria, es la hermana de Yoko, es la prima de Clara y Benjamín y es la tía de Luquitas. Es fotógrafa y trabajó para un periódico en Costa Esperanza. Ella tiene un carácter  fuerte y siempre va de frente. Ella se enamoró de Tomás desde mediados de la primera temporada hasta finales de la segunda. Tuvo una breve relación con Damián y Pedro. Ella termina casándose con Ricky y se quedan con la custodia de Brisa. (Primera, segunda y tercera temporada: 73-679)
Catalina Yoko Valdés Vázquez (Celeste Cid) Yoko tiene 16 años. Ella es la hija de Marlene y Manuel, es la nieta de Don Emilio y Victoria, es la madre de Luquitas, es la hermana de Connie y es la prima de Clara y Benjamín. Ella es tímida, inteligente al principio de la segunda temporada, pero luego se vuelve extrovertida. Ella tiene una breve relación con Lucio. Se convierte en novia de Nicolás, aunque termina con él cuando se enamora de Juan y tiene un breve romance y su primera vez con él, separándolo de Amanda, pero la relación termina mal debido a la diferencia de edad. Ella regresa con Nicolás, de quien se enamora perdidamente pero ella lo engaña con Lucas, con quien tiene un bebé. Ella termina casándose con Nicolás. (Segunda y tercera temporada: 208-679)
Emilio Vázquez (Tincho Zabala) Él es el fundador de Costa Esperanza. Es el esposo de Victoria, es el padre de Marlene, es el abuelo de Clara, Benjamín, Connie y Yoko y es el bisabuelo de Luquitas. Es un hombre justo, sensible, honesto y muy respetado en la ciudad. No se lleva bien con su hija Marlene, pero luego se reconcilian. Él deja la ciudad para ir a Buenos Aires a encontrarse con su amada Victoria. Vuelve en la tercera temporada separado de Victoria, pero se reconcilian y se van juntos a Buenos Aires. (Primera, segunda y tercera temporada: 1-403/626-628) 
Victoria de Vázquez (Chany Mallo) Ella es la esposa de Emilio, es la madre de Marlene, es la abuela de Clara, Benjamín, Connie y Yoko y es la bisabuela de Luquitas. Ella va a Buenos Aires para cuidar a su hermana enferma a finales de la primera temporada. Ella regresa a Costa Esperanza y tiene una relación con Anselmo. Se vuelve a ir y cuando regresa, se reconcilia con Emilio que también volvió y se van juntos a Buenos Aires. (Primera y tercera temporada: 1-164/464-543/625-628)
Catalina Marlene Vázquez (Graciela Tenenbaum) Ella es la hija de Don Emilio y Victoria, es la madre de Connie y Yoko, es la tía de Clara y Benjamín y es la abuela de Luquitas. Ella no se lleva bien con su padre, pero terminan reconciliándose. Ella es extrovertida, siempre sigue adelante, es un poco loca, ella es agradable y siempre  termina haciendo feliz a la familia. Ella se enamora de Federico. Al final de la serie comienza una relación con un cocinero. (Segunda y tercera temporada: 208-679)

### Familia Ibarra
Tomás Ibarra (Nahuel Mutti) Tomás es el protagonista de la novela, Tomás tiene 17 años, Él es el hijo de Federico e Isabel y es el primo de Paula y Agustín. Él vive en Costa Esperanza desde que nació. Él es un poco infantil, pero también es muy noble y valiente. Se enamorará a primera vista de Clara, pero poco a poco se dará cuenta de que está realmente enamorado de Josefina. Él enamora de Connie y tiene una relación con ella. Cuando se paraliza, se enamora de Daniela y se casa con ella y ella queda embarazada pero tras ser atropellada accidentalmente por Tavo, pierde al bebé. Con el regreso de Josefina de África, vuelven a estar juntos y él le pide a ella que se case con él. Después de la muerte de Josefina, se quedó a cargo de Brisa y conoce a Ada, de quien se termina enamorado, pero su relación no prospera ya que ella tiene trastornos psicológicos y se vuelve adicta a las píldoras y Tomás termina admitiéndola en una clínica de rehabilitación. Se va a vivir a Canadá. (Primera, segunda y tercera temporada: 1-679)
Federico Ibarra (Horacio Peña) Él es el esposo de Isabel, es el padre de Tomás y es el tío de Paula y Agustín. Es el médico y director de la clínica de Costa Esperanza. Después de su separación, conoce a Marlene con quien comienza una relación. Después de ser una discordia en la relación de Daniela y Tomás, se va de viaje a Canadá. Y vuelve a aparecer cuando opera a Tomás al final de la serie. (Primera, segunda y tercera temporada: 1-528/676-679)
Isabel de Ibarra (Alicia Zanca) Ella es la madre de Tomás y la esposa de Federico. Ella es productora de televisión. Se separa de su esposo después de serle infiel y se muda a Buenos Aires. Ella regresa a buscar a Tomás cuando está paralizado, lo lleva a vivir con ella, pero finalmente ella vive sola allí y le pide a Federico que la mitad de la casa tenga que venderla para darle el dinero. (Primera y segunda temporada: 1-371)
Paula Ibarra (Jazmín Stuart) Ella es la hermana de Agustín, es la sobrina de Federico y es la prima de Tomás. Ella llega a Costa Esperanza con su hermano para vivir en la casa de su tío. Ella se enamora de Juan y se casa con él. Le da leucemia y muere. (Primera temporada: 39-134)
Agustín Ibarra (Pablo Palacios) Él es el hermano de Paula, es el sobrino de Federico y es el primo de Tomás. Llega a Costa Esperanza con su hermana para vivir en la casa de su tío. Él tiene una relación con Teresa. (Primera temporada: 39-66)

### Familia Beláustegui
Bruno Beláustegui  (Diego Ramos) Él es nieto de Don Leandro y él es el padre de Álex. Aparece por primera vez cuando Josefina va a África, está allí como el Dr. Camau. Se enamora de Josefina, pero es un amor no correspondido. Al regresar, se encontrará con Celina y descubrirá un secreto que ella esconde hace mucho tiempo, un hijo que tuvieron que él nunca conoció y que tuvo que renunciar a la adopción. Después de recuperar a su hijo, se casa con Celina, pero Germán intenta matarlo. Logra sobrevivir escapando, mientras Diego Linares toma su lugar. A su regreso, gracias a los engaños de Diego, comienza a odiar a Celina, hasta que su abuelo descubre que ella también fue engañada por él y luego intentará recuperar a su esposa e hijo. Conoce a Sol con quien tiene una larga relación, inicialmente leal pero luego basada en un embarazo que no es suyo. Él termina con Celina y Álex viviendo en Londres. (Primera, segunda y tercera temporada: 148-557)
Leandro Beláustegui  (Villanueva Cosse) Él es el abuelo de Bruno y él es el bisabuelo de Álex. Leandro aparece por primera vez como un viejo amargado, cuando Josefina es enviada desde el convento para limpiar su casa y ayudarlo. Parece ser un hombre oscuro y aplastado por la vida. Poco a poco él se ablandará y se encariñará con ella. Siempre está dispuesto a jugar para su nieto Bruno y su bisnieto Álex. Está encerrado en psiquiatría por Diego Linares cuando finge ser Bruno, logra escapar con la ayuda de Sol, hasta que recupera a su familia. Él fue quien asesinó a Germán por el daño que causó a su familia, sus amigos y todos los que viven en Costa Esperanza. Él muere después de reunir a su familia debido a una enfermedad. Cuando regresa Rafael, le cuenta a Amparo que el que mató a Germán Villanueva en realidad fue Leandro. Y antes de morir le pidió que lo cubriera por lo que hicieron un pacto. Esto se ve en el capítulo 633. (Primera, segunda y tercera temporada: 118-513/633)
Alejandro "Álex" Beláustegui Villanueva (Matías del Pozo) Álex tiene 7 años. Álex es el hijo que tuvieron Bruno y Celina, es el bisnieto de Don Leandro, sobrino nieto de Germán, sobrino de Mauro, Teresa y Brisa. Después de ser abandonado por su madre, Álex fue dado en adopción. Celina se acercó a él, pero sus padres hicieron todo lo posible para evitar que supiera la verdad. Para estar cerca de él, Celina se convirtió en la maestra de jardín de infantes de la colonia de vacaciones a la que va Álex. Al descubrir esto, los padres se lo llevan lejos de ella, en el viaje sufren un accidente y mueren. Finalmente, el pequeño Álex recuperará a sus padres biológicos. Termina viviendo en Londres con sus padres. (Segunda y tercera temporada: 219-557)

### Familia Guzmán
Amparo Guzmán (Gloria Carrá) Después de la muerte de sus padres, ella viene a vivir a Costa Esperanza con sus hermanos menores, Pedro, Damián, Trinidad y los mellizos Lola y Tadeo, a mediados de la segunda temporada. Ella es abogada. Ella se enamora de Alejandro, pero su amor es imposible ya que él está casado con su mejor amiga, Vera. Para olvidarlo, se casa con Germán, donde comienza a ser maltratada y golpeada.Mata a Germán.
Cuando ya es viuda de Germán, conoce a Rafael, Eduardo y Joaquín, con quienes tiene un triángulo amoroso. Ella comienza una relación con Rafael y tienen una hija. (Segunda y tercera temporada: 311-679)
Damián Guzmán (Ezequiel Rodríguez) Él es el hermano de Amparo, Pedro, Tadeo, Lola y Trinidad. Llega a Costa Esperanza antes que sus hermanos y hermanas. Él tiene una breve relación con Connie. Se enamora de Celina, cuando Bruno supuestamente muere. Conoce a Lupe, pero esa relación lo llevará a enfrentar a su hermano Pedro. Se casa con Lupe y se va a vivir con Lupe y su hermano Tadeo a Buenos Aires. (Segunda y tercera temporada: 228-502/591-592/679)
Dolores "Lola" Guzmán de Levin (Florencia Bertotti) Lola tiene 22 años. Ella es la hermana de Amparo, Pedro, Damián, Trinidad y la hermana melliza de Tadeo. Ella se enamora de Octavio cuando él sale con Violeta y ella se convierte en la mejor amiga de Octavio. Él termina enamorándose de ella y comienzan una relación. Esta relación la madre de Octavio intentará destruir a toda costa. Cuando Germán se casó con su hermana Amparo, intentó violar a Lola. Ella y Octavio se casan. Ella se separa de Octavio pero no se divorcia de él. Ella comienza una relación con Lucio y se compromete con él. Ella termina con su verdadero amor, Octavio, con quien tiene una hija a quien llaman Esperanza. (Segunda y tercera temporada: 311-679)
Tadeo Guzmán (Santiago Pedrero) Tadeo tiene 22 años. Él es el hermano de Amparo, Pedro, Damián, Trinidad y el hermano mellizo de Lola. Cuando llega a Costa Esperanza le confiesa a sus hermanos y hermanas su homosexualidad, lo que le traerá muchos problemas, especialmente con Pedro. Se enamora de Nicolás, pero es un amor no correspondido. Él tiene una relación con Norita. Conoce a Ricky, su gran amor, con quien tiene su primera vez. Se separa de Ricky. Conoce a Rocío y se casa con Rocío para olvidar a Ricky, pero falla. Se va a vivir a Buenos Aires con su hermano Damián y Lupe. (Segunda y tercera temporada: 265-592/679)
Trinidad "Titi" Guzmán (Catalina Artusi) Trinidad tiene 9 años. Ella es la hermana menor adoptiva de Amparo, Tadeo, Lola, Damián y Pedro. Ella es la hermana biológica del Padre Pablo. (Segunda y tercera temporada: 311-679)
Pedro Guzmán (Damián Canduci) Él es el hermano de Amparo, Tadeo, Lola, Damián y Trinidad. Él tiene una breve relación con Connie. Se enamora de Lupe, lo que lo llevará a enfrentar a su hermano Damián, quien también está enamorado de Lupe. Él comienza una relación con Perla y tienen mellizos. (Segunda y tercera temporada: 312-679)

### Familia Levin
Sara Katz Vda. de Levin (Rita Cortese) Ella es la viuda de Mauricio, es la madre de Octavio y Nicolás y es la tía de Norita. Ella es fría y calculadora. Odia a Violeta e intentará alejarla de Octavio debido a su estatus social. Más tarde también odia a Lola e intentará alejarla de Octavio. En la tercera temporada se convierte en la intendente de Costa Esperanza. Es ella quien disuelve el matrimonio entre Octavio y Lola para que Octavio se case con Perla y obliga a Octavio a casarse con Perla, pero ella no se da cuenta hasta que Octavio finge su muerte que Lola es la mujer que Octavio realmente ama y lo importante que es ella para él. Ella termina en prisión por todos los crímenes que cometió durante su mandato como intendente de Costa Esperanza. (Segunda y tercera temporada: 210-679)
Octavio Levin (Guido Kaczka) Octavio tiene 21 años. Él es el hijo ciego del padre Enrique y Sara, es el hijo adoptivo de Mauricio, es el hermano mayor de Nicolás, es el sobrino de Conrado y es el primo de Norita. Él es judío. Escribe poemas y eventualmente se convierte en escritor profesional. Él tiene un carácter muy malo y está muy solo debido a su ceguera y la burbuja en la que su madre lo crio. Contrata a Violeta como su asistente y se enamora perdidamente de ella. Finalmente se casa con ella, a pesar de que su madre trata de separarlos. Se divorcia de Violeta cuando ella queda embarazada de Mauro. Octavio ira olvidando lentamente a Violeta hasta que se enamora de Lola, su mejor amiga. Octavio y Lola comienzan una relación. En la tercera temporada él recupera la vista. Él se casa con Lola y luego se separan, pero no se divorcia de ella. Él se casa con Perla, obligado por su madre, pero su relación no prospera y se divorcian. Termina con su verdadero amor, Lola, con quien tiene una hija a quien llaman Esperanza. (Segunda y tercera temporada: 210-679)
Nicolás Levin (Nicolás Mateo) Él es el hijo menor de Mauricio y Sara, es el hermano menor de Octavio y es el primo de Norita. El es judío. Aparece en la primera temporada como tercero en discordia en la relación de Benjamín y Renata, pero luego se hace amigo de ambos. Se enamora de Yoko, pero al principio no es correspondido. Cuando Tadeo le confiesa que está enamorado de él, comienza a dudar de su sexualidad. Él regresa con Yoko pero ella lo engaña con Lucas. Al final la tercera temporada él termina casándose con Yoko y convirtiéndose a la religión católica. (Primera, segunda y tercera temporada: 139-679)
Nora "Norita" Katz Levin (Mariana Prommel) Ella es la sobrina de Mauricio y Sara y es la prima de Octavio y Nicolás. Ella tiene un retraso mental, por lo cual la malvada Sara se aprovecha. Ella siempre dice la verdad. Ella tiene una relación con Tadeo. Ella termina a cargo del Morena con Rafael. (Segunda y tercera temporada: 302-679)

### Familia López Echagüe
Eduardo López Echagüe (Rubén Stella) Él es el padre de Joaquín. Él es un importante abogado de Costa Esperanza. Se enamora de Amparo, pero el principal obstáculo en esa relación será su hijo, que también está enamorado de Amparo. Cuando se entera de toda la verdad, deja Costa Esperanza y vende la casa a la intendente Sara. (Tercera temporada: 563-640)
Joaquín López Echagüe (Joaquín Furriel) Él es el hijo de Eduardo. Él es un estudiante de derecho. Es bastante egocéntrico, canchero, soberbio, mujeriego e inmaduro. Cuando Amparo se convierte en su profesora en la facultad, se acerca a ella como parte de una apuesta, pero termina enamorándose de ella. Su principal obstáculo para estar con ella será que su padre que también ama a Amparo. (Tercera temporada: 559-679)

### Familia Arias
Daniela Arias (Magela Zanotta) Ella es la hermana de Lucas y es la tía de Luquitas. Ella llega a Costa Esperanza para ayudar a Tomás en su rehabilitación, cuando está paralizado. Ella se enamora de Tomás, con quien se casa y de quien queda embarazada. Tras ser atropellada accidentalmente por Tavo, pierde al bebé. Este hecho junto a celos por la llegada de Josefina, la llevó a cometer varias locuras para retener a Tomás. Ella se va a vivir a Uruguay. (Segunda y tercera temporada: 375-575)
Lucas Arias (Lucas Crespi) Él es el hermano de Daniela y es el padre de Luquitas. Tuvo una relación con Yoko y el resultado de esa relación es que tienen un bebé. Comienza la escuela de arte donde conoce a Zoe. Él se va a París con Zoe. (Segunda y tercera temporada: 432-679)
Lucas Arias Vázquez Él es el hijo de Lucas y Yoko. Él es el bisnieto de Don Emilio y Victoria, es el nieto de Manuel y Marlene, es el sobrino de Connie y Daniela, y el primo de Clara y Benjamín. Cuando él nace, la partera le dice a Yoko que nació muerto, puesto que tiene un arreglo por dinero con Sara (quien piensa que el bebé es de Nicolás) para deshacerse del bebé. La partera le entrega el bebé a Daniela y les dice a Lucas y a Daniela que la madre del bebé lo abandonó después del parto. La enfermera le escribe una carta a Daniela diciéndole que el bebé que tiene fue robado y que los padres del bebé son su hermano Lucas y Yoko. Luquitas regresó a sus padres gracias a Nicolás. Nicolás logra encontrar a Lucas y habla con él para que no se lleve a su hijo. Finalmente, Lucas deja a Luquitas con Yoko y Nicolás, y se va a París. (Tercera temporada: 545-679)

### Familia Valdez
Grecia "La Griega" Valdez (Alicia Bruzzo) Ella es la madre de Aquiles, Jano, Maia, Homero y Tacio. Ella vive en Isla Paulino, una remota isla de Costa Esperanza con sus hijos. Ella muere de tristeza al enterarse del verdadero fin de su hijo mayor. (Tercera temporada: 640-679)
Jano Valdez (Lucas Ferraro) Él es el hijo de Grecia y el hermano de Aquiles, Maia, Homero y Tacio. Vive en Isla Paulino, una remota isla de Costa Esperanza con su madre, hermanos y hermana. En el primer viaje a Costa Esperanza se enamora de Lola, pero ese amor no puede ser porque ella nunca fue suya y porque ella ama a Octavio. (Tercera temporada: 638-679)
Homero Valdez (Esteban Meloni) Él es el hijo de Grecia y el hermano de Aquiles, Jano, Maia y Tacio. Vive en Isla Paulino, una remota isla de Costa Esperanza con su madre, hermanos y hermana. (Tercera temporada: 638-679)
Tacio Valdez (Francisco Bass) Él es el hijo menor de Grecia y el hermano de Aquiles, Jano, Maia y Homero. Vive en Isla Paulino, una remota isla de Costa Esperanza con su madre, hermanos y hermana. Siempre trata de escapar de la isla donde viven para conocer gente nueva, cuando finalmente van a Costa Esperanza. Él conoce a Renata y comienzan a salir. (Tercera temporada: 638-679)
Maia Valdez (Eugenia Lencinas) Ella es la única hija de Grecia y la hermana de Aquiles, Jano, Tacio y Homero. Ella vive en Isla Paulino, una remota isla de Costa Esperanza con su madre y sus hermanos. Ella se enamora de Octavio ya que él es el único hombre que conoce fuera de su familia, pero ese amor no puede ser porque él ama a Lola. (Tercera temporada: 638-679)

### Circo
Perla Gómez (Carla Peterson) Miembro del circo "todos contentos". Junto a El Turco, Lupe, Alí y Paco. Ella llega a Costa Esperanza y tiene una relación con Ricky, su novio de la infancia. Pero, no sabe que él es bisexual. Se casa con Octavio, pero su relación no prospera y se separa de él y se va a la Ciudad de México para comenzar su carrera como actriz y luego regresa a pedido de Sara, ya que Sara la amenaza con meter preso a Ricky si no se queda con Octavio, pero se termina divorciando de Octavio. Ella comienza una relación con Pedro y tienen mellizos. (Segunda y tercera temporada: 393-679)
Guadalupe "Lupe" Arriaga (Florencia Peña) Miembro del circo "todos contentos". Junto a El Turco, Perla, Alí y Paco. Ella llega a Costa Esperanza. Primero se enamora de los hermanos Guzmán, Pedro y Damián. Luego descubre que el padre de los Guzmán era su amante antes de morir. Finalmente se casa con Damián y se va a vivir con Damián y Tadeo a Buenos Aires. (Segunda y tercera temporada: 393-502)
Alí (Diego Mesaglio) Miembro del circo "todos contentos". Junto a El Turco, Perla, Lupe y Paco. Él llega a Costa Esperanza. Él tiene una breve relación con Renata. Se va junto a El Turco a recorrer el país. (Segunda y tercera temporada: 393-507)
Francisco "Paco" (Diego Reinhold) Miembro del circo "todos contentos". Junto a El Turco, Perla, Lupe y Alí. Él llega a Costa Esperanza. (Segunda temporada: 393-451)
Turco Abdala (Eduardo Cutuli) Miembro del circo "todos contentos". Junto a Alí, Perla, Lupe y Paco. Él llega a Costa Esperanza. Se va junto a Alí a recorrer el país. (Segunda temporada: 393-451)

### Otros personajes
Renata Montili (Sabrina Carballo) Ella aparece cuando los niños comienzan las clases. Al principio se lleva mal con las chicas de Costa Esperanza, porque ella es la favorita del director. Ella comienza a molestar a Benjamín hasta que terminan enamorándose. Ella continúa con muchos viajes de ida y vuelta. Ella tiene una relación con Alí. Ella se separa de Benjamín, cuando él se va de la ciudad. Ella comienza a trabajar como empleada doméstica en la casa de los López Echagüe y tiene una breve relación con Lucio. Ella conoce a Tacio y comienzan a salir. (Primera, segunda y tercera temporada: 31-679)
Ricardo "Ricky" Serdá (Mariano Torre) Él nació en Ushuaia y es bisexual. Él sale del reformatorio y llega a Costa Esperanza ayudado por su amigo Lucio. Se enamora de Tadeo y comienza una relación con él. Luego tiene una breve relación con Perla, su novia de la infancia. Él se enamora de Connie y termina casándose con ella y se quedan con la custodia de Brisa. (Segunda y tercera temporada: 316-679)
Gustavo "Tavo" Torres (Paulo Brunetti) Él es un periodista que llega a Costa Esperanza para investigar y fotografiar a Amanda en su éxito musical. Se enamora de ella y tiene una relación corta. Es adicto a la cocaína. Luego conoce a Celina, de quien se enamora, y se une a Sol para separar a Celina y Bruno y engañarlos con dinero. Es el padre del bebé que espera a Sol. Se escapa de Costa Esperanza con su bebé recién nacido. (Segunda y tercera temporada: 387-507)
Amanda Corbalan (Jazmín Stuart) Ella vive en el sur donde conoce a Juan, con quien tiene un romance de verano. A ella le gusta mucho el mar. Ella es físicamente igual a Paula. Ella tiene la capacidad de leer mentes y predecir el futuro. Ella se muda a Costa Esperanza. Al principio, la relación con Juan se vuelve difícil ya que su parecido con Paula hace que Juan dude de que él la ama por lo que ella es o por lo que parece. Ella tiene una relación corta con su exnovio Dante y luego con Tavo. Finalmente, después de muchas venidas, giros y confusión termina con su gran amor, Juan, se casan, adoptan una bebé, llamada Juana y se van vivir a Miami después de que Juan obtiene un contrato musical. (Segunda temporada: 221-446)
Alejandro Molina (Federico D'Elía) Él es periodista y llega a Costa Esperanza para realizar una investigación periodística sobre Germán, y con la intención de iniciar una relación con Amparo, el amor de su adolescencia. Está casado con Vera, pero no la ama y, debido a una enfermedad por la que ella está pasando, decide no abandonarla. Finalmente Vera muere porque estaba realmente enferma sin saberlo. Es asesinado por Germán. (Segunda temporada: 360-448)
Pablo Valentini (Walter Quiroz) Él es un sacerdote y llega al convento donde está Josefina y se enamora profundamente de ella y abandona los hábitos para comenzar una relación con ella, Josefina tiene un accidente a causa de un colapso en la fábrica abandonada. Antes de que Josefina fallesca se casa con ella en el hospital. Él está buscando a su hermana que fue dada en adopción y, gracias a Josefina, descubre que su hermana es Trinidad Guzmán. Se encuentra con Elena. Se casa con Elena, adoptaron a todos los niños en el hogar que él cuidaba y se van a vivir en la provincia de La Pampa, con todos los niños y están esperando su primer bebé. (Tercera temporada: 501-679)
Elena Moreno (Leonora Balcarce) Ella llega a Costa Esperanza para hacerse cargo de la casa donde trabaja Pablo. Ella se enamora de él y aunque su padre quiere separarlos. Se casa con Pablo y adoptan a todos los niños en el hogar que él cuidó y se van a vivir en la provincia de La Pampa, con todos los niños y están esperando su primer bebé. (Tercera temporada: 608-679)
Felicitas (Isabel Macedo) Ella es la mejor amiga de Clara. Ella trata de hacer que Bruno se enamore de ella sin suerte, tienen una relación corta y él termina dejándola por Celina. (Primera y segunda temporada: 31-301)
Sabrina (Sandra Ballesteros) Sabrina es la mujer que finge ser la esposa de Franco cuando pierde la memoria. Cuando Franco recupere sus recuerdos, ella tratará de separarlo de Dolores. Se convierte en cómplice y amante de Germán, con quien se casa. Ella intentará nuevamente separar a Franco y Dolores. Ella es asesinada por Germán. (Primera y segunda temporada: 107-230)
Dolinda (Lola Berthet) Tomás y Daniela la contratan para ayudarlos con la casa. Ella es fanática de Sandro. Lucas le hace creer que se encontrará con Sandro y le presenta un imitador con el que se va. Ella tiene una relación con Pedro. (Tercera temporada: 495-650)
Sol Vega (Laura Liste) Ella es una mujer humilde y solitaria que rescata a Leandro cuando él escapa del hospital psiquiátrico donde Diego lo encerró. A través de Leandro conoce a Bruno de quien se enamora. Ella finge estar embarazada del bebé de Bruno para separarlo de Celina, pero el bebé que espera es en realidad es de Tavo. Ella termina en prisión por haber secuestrado a Álex. (Segunda y tercera temporada: 392-510)
Diego Linares (Fernando Tobi) Él es el doctor que conoce a Bruno cuando está muerto. Llega a la vida de Celina y Álex haciéndose pasar por el verdadero Bruno, con la intención de quedarse con la familia y la fortuna de Leandro. Después de secuestrar a Celina va a la cárcel pensando que la atropelló y cuando descubre que está viva, escapa, secuestra a Sol para llegar a Bruno y muere en la fuga.  (Segunda temporada: 311-425)
Zoe Kaplan (Celina Zambón) Ella es una artista plástica que conoce a Lucas en el instituto de arte, comienza a ir a su taller a pintar antes de casarse con Yoko, comienzan a salir en secreto siendo la causa de la separación de ellos poco después de casarse. Ella va a pintar a París y se encuentran de nuevo cuando Lucas decide buscar una oportunidad de trabajo. (Tercera temporada: 602-678)
Rocío Echeverría (Valeria Britos) Ella es la mujer con la que Tadeo se casa para ocultar su homosexualidad. Cuando tenía 15 años fue abusada sexualmente. Tadeo la deja plantada en el altar el mismo día de la boda. Ella se va a vivir a Buenos Aires con su madre. (Tercera temporada: 522-592)
Luz (Malena Figo) Ella es amiga de Violeta y Josefina. Ella trabaja en Morena y sale con Juan. Ella deja Costa Esperanza cuando su madre la envía a vivir con su tía. (Primera temporada: 1-19)
Nano (Marcos Marotta) Él forma parte del grupo de amigos de Juan, Tomás, Violeta y Josefina. Nunca se explicó su salida. Su personaje dejó de aparecer y nunca más se lo nombró, solo una vez Violeta en uno de los primeros capítulos de la segunda temporada.(Primera temporada: 1-205)
Alicia (Helena Jios) Primero fue la curadora de la escuela donde Josefina estuvo internada por un tiempo. Luego era guardia de prisión cuando Dolores fue encarcelada. Luego dejó ese trabajo para trabajar como empleada doméstica en la casa de Don Emilio. Se convierte en cómplice y aliada de Germán y Clara. Ella hace que Germán pierda su fortuna, por eso la asesina. (Primera y segunda temporada: 151-411)
Ada (Soledad Silva Fernández) Ella es una hippie española que Tomás conoce, después de la muerte de Josefina. Se convierte en la niñera de Brisa y se enamora de Tomás. Ella tiene trastornos psicológicos, lo que la lleva a ser adicta a ciertas pastillas. Debido a esto, su relación con Tomás no prospera, y él la interna en una clínica de rehabilitación. (Tercera temporada: 601-650)

## Temporadas

### Temporada 1 (Capítulos 1 a 205)
| Temporada | Temporada | Episodios | Episodios | Lanzamiento original | Lanzamiento original   | Lanzamiento original |
| Temporada | Temporada | Episodios | Episodios | Primera emisión      | Última emisión         | Cadena               |
| --------- | --------- | --------- | --------- | -------------------- | ---------------------- | -------------------- |
|           | 1         | 205       | 205       | 26 de enero de 1998  | 3 de diciembre de 1998 | Telefe               |

El día 26 de enero de 1998, comienza por Telefe Verano del '98, telenovela ideada por Cris Morena. Esta temporada estuvo protagonizada por Agustina Cherri, Marcela Kloosterboer, Nahuel Mutti, Alejo Ortiz, Agustina Lecouna, Dolores Fonzi, Tomás Fonzi y Juan Ponce de León, sus protagonistas adultos fueron Nancy Dupláa y Fernán Mirás. Contó con las participaciones antagónicas de Mario Pasik y Claudia Lapacó. También contó con la participación estelar de Romina Ricci, Julieta Cardinali, Jazmín Stuart, Alejandro Botto, Diego Ramos, Nicolás Mateo, Sabrina Carballo, Isabel Macedo, Patricia Viggiano, Susana Ortiz, Malena Figo, Marcos Marotta, Carolina Santangelo, Horacio Peña y Helena Jios. También contó con la actuación estelar de Tincho Zabala y las primeras actrices Alicia Zanca y Chany Mallo.
Esta temporada transcurre en un ficticio lugar llamado "Costa Esperanza", que fue recreado en el partido del Tigre, Buenos Aires. La serie gira en torno a un grupo de amigos; Violeta (Agustina Cherri), José (Marcela Kloosterboer), Tomás (Nahuel Mutti) y Juan (Juan Ponce de León), que se reúnen en el verano del 97-98 durante una fogata para pedir un deseo y una promesa, jurándose volver a encontrarse tiempo después.
- Estables

| Actor                | Personaje                      | Período            | Total de capítulos |
| -------------------- | ------------------------------ | ------------------ | ------------------ |
| Fernán Mirás         | Franco Baldassari              | 1 - 205            | 205 capítulos      |
| Nancy Dupláa         | Dolores "Loli" Vidal           | 1 - 205            | 205 capítulos      |
| Patricia Viggiano    | Sofía Aguelar                  | 1 - 199            | 199 capítulos      |
| Mario Pasik          | Germán Villanueva              | 1 - 205            | 205 capítulos      |
| Alicia Zanca         | Isabel Ibarra                  | 1 - 192            | 192 capítulos      |
| Susana Ortiz         | Elvira Gómez De Herrera        | 1 - 205            | 205 capítulos      |
| Horacio Peña         | Federico Ibarra                | 1 - 205            | 205 capítulos      |
| Chany Mallo          | Victoria                       | 1 - 164            | 164 capítulos      |
| Tincho Zabala        | Emilio Vázquez                 | 1 - 205            | 205 capítulos      |
| Marcela Kloosterboer | Josefina Vidal                 | 1 - 144, 156 - 189 | 189 capítulos      |
| Agustina Cherri      | Violeta Herrera                | 1 - 205            | 205 capítulos      |
| Dolores Fonzi        | Clara Vázquez                  | 1 - 205            | 205 capítulos      |
| Tomás Fonzi          | Benjamín Vázquez               | 1 - 205            | 205 capítulos      |
| Alejo Ortiz          | Mauro Villanueva               | 1 - 205            | 205 capítulos      |
| Juan Ponce de León   | Juan Herrera                   | 1 - 205            | 205 capítulos      |
| Marcos Marotta       | Nano                           | 1 - 205            | 205 capítulos      |
| Nahuel Mutti         | Tomás Ibarra                   | 1 - 205            | 205 capítulos      |
| Agustina Lecouna     | Teresa Villanueva              | 1 - 205            | 205 capítulos      |
| Nelly Fontan         | Amalia                         | 5 - 170            | 165 capítulos      |
| Sabrina Carballo     | Renata Montili                 | 31 - 205           | 174 capítulos      |
| Jazmín Stuart        | Paula Ibarra                   | 39 - 134           | 95 capítulos       |
| Carolina Santangelo  | Jazmín Herrera                 | 1 - 205            | 205 capítulos      |
| Alejandro Botto      | Darío Baldassari               | 57 - 205           | 148 capítulos      |
| Romina Ricci         | Marilyn Vázquez/Connie Vázquez | 73 - 205           | 132 capítulos      |
| Sandra Ballesteros   | Sabrina Sáenz                  | 107 - 205          | 98 capítulos       |
| Henny Trayles        | Hermana Rosario                | 109 - 205          | 96 capítulos       |
| Villanueva Cosse     | Leandro Beláustegui            | 118 - 205          | 87 capítulos       |
| Nicolás Mateo        | Nicolás Levin                  | 139 - 205          | 66 capítulos       |
| Diego Ramos          | Bruno Beláustegui              | 148 - 205          | 57 capítulos       |
| Helena Jios          | Alicia Torres                  | 151 - 205          | 54 capítulos       |
| Julieta Cardinali    | Celina Villanueva              | 171 - 205          | 34 capítulos       |

- Participaciones especiales

| Malena figo             | Luz                      | 1 - 20      | 20 capítulos  |
| Facundo Espinosa        | Luciano                  | 10; 20 - 25 | 7 capítulos   |
| Marcelo Cosentino       | Hugo                     | 22 - 23     | 2 capítulos   |
| Adrián Galatti          | Javier                   | 23- 63      | 40 capítulos  |
| Guillermo Rico          | Arturo                   | 29 - 30     | 2 capítulos   |
| Isabel Macedo           | Felicitas                | 31 - 205    | 174 capítulos |
| María José Gabin        | Pura Guerra              | 31 - 127    | 96 capítulos  |
| Jorge Sassi             | Bonfiglio                | 31 - 205    | 174 capítulos |
| Claudia Lapacó          | Adelina                  | 32 - 38     | 7 capítulos   |
| Pablo Palacios          | Agustín                  | 39 - 66     | 27 capítulos  |
| Claudia Albertario      | Claudia                  | 48 - 53     | 6 capítulos   |
| Maritza Fasano          | Dra. Diana Castro        | 51 - 96     | 45 capítulos  |
| Marina Fondeville       | Lili                     | 65 - 197    | 132 capítulos |
| Nicolás Vázquez         | Lisandro                 | 70 - 85     | 15 capítulos  |
| Sebastian Rulli         | Willy                    | 74 - 78     | 5 capítulos   |
| Cira Caggiano           | Susana                   | 87 - 94     | 8 capítulos   |
| Ángela Ragno            | Hermana Superiora Carmen | 95 - 109    | 15 capítulos  |
| Bruno Olub              | Ezequiel                 | 105 - 163   | 58 capítulos  |
| Victoria Tortora        | Luisa                    | 115 - 127   | 12 capítulos  |
| Maria Ibarreta          | Silvia                   | 118 - 141   | 24 capítulos  |
| Juan Alvarenga          | Gonzalo Bianchi          | 133 - 165   | 32 capítulos  |
| Horacio Ranieri         | Dr. Esteban Sáenz        | 139 - 177   | 38 capítulos  |
| Silvia Bayle            | Rita - Presidiaria       | 147 - 167   | 20 Capítulos  |
| Horacio Erman           | Dr. Pereyra Moine        | 162 - 169   | 8 capítulos   |
| Mario Alarcón           | Raúl Herrera             | 182 - 205   | 24 capítulos  |
| Augusto Di Paolo (Puig) | Dr. Gaston Hosman        | 169 - 205   | 36 capítulos  |
| Romina Gaetani          | Carla Galvez             | 183 - 205   | 22 capítulos  |

### Temporada 2 (Capítulos 206 a 450)
| Temporada | Temporada | Episodios | Episodios | Lanzamiento original | Lanzamiento original | Lanzamiento original |
| Temporada | Temporada | Episodios | Episodios | Primera emisión      | Última emisión       | Cadena               |
| --------- | --------- | --------- | --------- | -------------------- | -------------------- | -------------------- |
|           | 2         | 245       | 245       | 4 de enero de 1999   | 24 de enero de 2000  | Telefe               |

La segunda temporada, iniciada el lunes 4 de enero de 1999. Esta temporada estuvo protagonizada por Agustina Cherri, Alejandro Botto, Ezequiel Castaño, Sabrina Carballo, Celeste Cid, Dolores Fonzi, Tomás Fonzi, Nicolás Mateo, Romina Ricci, Nahuel Mutti, Agustina Lecouna, Alejo Ortiz, Jazmín Stuart, Guido Kaczka, Florencia Bertotti, Santiago Pedrero, Ezequiel Rodríguez, Catalina Artusi, Juan Ponce de León, Damián Canduci y Matías del Pozo, sus protagonistas adultos fueron Fernán Mirás, Nancy Dupláa, Diego Ramos, Julieta Cardinali y Gloria Carrá. Contó con las participaciones antagónicas de Mario Pasik y Rita Cortese. También contó con la participación estelar de Mariana Prommel, Magela Zanotta, Lucas Crespi, Mariano Torre, Carla Peterson, Florencia Peña, Diego Mesaglio, Diego Reinhold, Paulo Brunetti, Federico D'Elía, Isabel Macedo, Sandra Ballesteros, Tony Vilas, Patricia Viggiano, Susana Ortiz, Romina Gaetani, Horacio Peña y Carolina Santangelo. También contó con la actuación estelar de Mario Alarcón, Villanueva Cosse y Tincho Zabala y de la primera actriz Alicia Zanca. 
Esta temporada cuenta con las incorporaciones de nuevos personajes; Sara (Rita Cortese) y sus hijos Octavio (Guido Kaczka) y Nicolás (Nicolás Mateo); Marlene (Graciela Tenembaum) y su hija Yoko (Celeste Cid); los hermanos Guzmán: Amparo (Gloria Carrá), Tadeo (Santiago Pedrero), Dolores (Florencia Bertotti), Damián (Ezequiel Rodríguez), Trinidad (Catalina Artusi) y Pedro (Damián Canduci) y el hermano de Violeta y Juan, Lucio (Ezequiel Castaño). Más cerca del final llega una troupe de circo a Costa Esperanza, Todos contentos, integrada por Lupe (Florencia Peña), Perla (Carla Peterson), El turco (Eduardo Cutuli), Alí (Diego Mesaglio) y Paco (Diego Reinhold). Esta temporada concluye con el inesperado asesinato de Germán Villanueva (Mario Pasik), quien hasta entonces había sido el villano.
| Actor               | Personaje                      | Período                         | Total de capítulos |
| ------------------- | ------------------------------ | ------------------------------- | ------------------ |
| Fernán Mirás        | Franco Baldassari              | 206 - 255                       | 50 capítulos       |
| Nancy Dupláa        | Dolores "Loli" Vidal           | 206 - 255                       | 50 capítulos       |
| Mario Pasik         | Germán Villanueva              | 206 - 450                       | 245 capítulos      |
| Diego Ramos         | Bruno Beláustegui              | 206 - 299, 311 - 313, 367 - 450 | 178 capítulos      |
| Susana Ortiz        | Elvira Gómez De Herrera        | 206 - 450                       | 245 capítulos      |
| Horacio Peña        | Federico Ibarra                | 206 - 450                       | 245 capítulos      |
| Rita Cortese        | Sara Katz                      | 210 - 450                       | 241 capítulos      |
| Mario Alarcón       | Raúl Herrera                   | 206 - 310                       | 104 capítulos      |
| Guido Kaczka        | Octavio Levin                  | 210 - 450                       | 241 capítulos      |
| Villanueva Cosse    | Leandro Beláustegui            | 206 - 450                       | 245 capítulos      |
| Tincho Zabala       | Emilio Vázquez                 | 206 - 403                       | 198 capítulos      |
| Alejandro Botto     | Darío Baldassari               | 206 - 390                       | 185 capítulos      |
| Agustina Cherri     | Violetta Herrera               | 206 - 392                       | 240 capítulos      |
| Juan Ponce de León  | Juan Herrera                   | 220 - 412 - 444 - 446           | 227 capítulos      |
| Dolores Fonzi       | Clara Vázquez                  | 218 - 390                       | 185 capítulos      |
| Tomás Fonzi         | Benjamín Vázquez               | 206 - 448                       | 242 capítulos      |
| Agustina Lecouna    | Teresa Villanueva              | 206 - 313                       | 108 capítulos      |
| Nicolás Mateo       | Nicolás Levin                  | 206 - 450                       | 245 capítulos      |
| Nahuel Mutti        | Tomás Ibarra                   | 206 - 450                       | 245 capítulos      |
| Alejo Ortiz         | Mauro Villanueva               | 218 - 392                       | 187 capítulos      |
| Jazmín Stuart       | Amanda Corbalan                | 221 - 446                       | 226 capítulos      |
| Romina Ricci        | Marilyn Vázquez/Connie Vázquez | 206 - 450                       | 245 capítulos      |
| Julieta Cardinali   | Celina Villanueva              | 206 - 450                       | 245 capítulos      |
| Celeste Cid         | Yoko Vázquez                   | 208 - 450                       | 243 capítulos      |
| Ezequiel Castaño    | Lucio Herrera                  | 213 - 450                       | 242 capítulos      |
| Sabrina Carballo    | Renata Montili                 | 206 - 450                       | 245 capítulos      |
| Carolina Santangelo | Jazmín Herrera                 | 206 - 318                       | 113 capítulos      |
| Graciela Tenembaum  | Catalina Marlene Vázquez       | 208 - 450                       | 243 capítulos      |
| Sandra Ballesteros  | Sabrina Sáenz                  | 206 - 230                       | 25 capítulos       |
| Mariana Prommel     | Nora Katz Levin                | 302 - 450                       | 148 capítulos      |
| Helena Jios         | Alicia Torres                  | 206 - 411                       | 205 capítulos      |
| Matías del Pozo     | Álex Beláustegui Villanueva    | 219 - 450                       | 231 capítulos      |
| Ezequiel Rodríguez  | Damián Guzmán                  | 228 - 450                       | 223 capítulos      |
| Santiago Pedrero    | Tadeo Guzmán                   | 251 - 450                       | 199 capítulos      |
| Gloria Carrá        | Amparo Guzmán                  | 311 - 450                       | 129 capítulos      |
| Florencia Bertotti  | Dolores Guzmán (Lola)          | 311 - 450                       | 139 capítulos      |
| Catalina Artusi     | Trinidad Guzmán                | 311 - 450                       | 129 capítulos      |
| Damián Canducci     | Pedro Guzmán                   | 312 - 450                       | 128 capítulos      |
| Mariano Torre       | Ricardo Serdá                  | 316 - 352 - 450                 | 134 capítulos      |
| Magela Zanotta      | Daniela Arias                  | 375 - 450                       | 75 capítulos       |
| Paulo Brunetti      | Gustavo Torres                 | 382 - 450                       | 68 capítulos       |
| Laura Liste         | Sol Vega                       | 388 - 450                       | 62 capítulos       |
| Florencia Peña      | Guadalupe Arriaga (Lupe)       | 393 - 450                       | 57 capítulos       |
| Carla Peterson      | Perla Gómez                    | 393 - 450                       | 57 capítulos       |
| Diego Mesaglio      | Alí                            | 393 - 450                       | 57 capítulos       |
| Eduardo Cutuli      | "El Turco" Abdala              | 393 - 450                       | 57 capítulos       |
| Diego Reinhold      | Paco                           | 393 - 450                       | 57 capítulos       |
| Lucas Crespi        | Lucas Arias                    | 432 - 450                       | 18 capítulos       |

- Participaciones especiales

| Actor                   | Personaje               | Período             | Total de capítulos |
| ----------------------- | ----------------------- | ------------------- | ------------------ |
| Henny Trailes           | Hermana Rosario         | 206 - 335           | 129 capítulos      |
| Romina Gaetani          | Carla Galvez            | 206 - 217           | 12 capítulos       |
| Augusto Di Paolo (Puig) | Dr. Gaston Hosman       | 206 - 217           | 12 capítulos       |
| Alejandra Majluf        | Ana                     | 218 - 228           | 10 Capítulos?      |
| Isabel Macedo           | Felicitas               | 219 - 302           | 83 capítulos       |
| Graciela Baduan         | Dra. Miranda Molina     | 222 - ?             | Capítulos?         |
| Sergio Surraco          | Cristian                | 229 - 301           | 71 capítulos       |
| Bárbara Estrabou        | Lucía                   | 239 - 265           | 26 capítulos       |
| Hugo Cosiansi           | Inspector Suarez        | 242 - 250           | 8 Capítulos        |
| Daniel Kuzniecka        | Dante                   | 256 - 285           | 30 capítulos       |
| Chunchuna Villafane     | Genoveva                | 262 - 285           | 23 capítulos       |
| Adrian Yospe            | Dr. Jerónimo Bustamante | 263 - 294           | 29 capítulos       |
| Manuela González        | Margarita               | 261 - 264 - 304     | 41 capítulos       |
| Marina Vollmann         | Zoe                     | 264 - 315           | 51 capítulos       |
| Mabel Pessen            | Clotilde                | 294                 | 3 capítulos        |
| Patricia Viggiano       | Sofía                   | 309 - 322           | 14 capítulos       |
| Fernando Tobi           | Diego Linares           | 311 - 425           | 115 capítulos      |
| Tony Vilas              | Padre Enrique           | 323 - 450           | 127 capítulos      |
| Aldo Pastur             | Manuel Palermo          | 332-348             | 16 capítulos       |
| Alejandra Dapasano      | Madre superiora         | 333 - 354           | 21 capítulos       |
| Adela Gleijer           | Emma                    | 340 - 356           | 16 capítulos       |
| Alicia Zanca            | Isabel                  | 360 - 370           | 10 capítulos       |
| Federico D'Elía         | Alejandro Molina        | 360 - 448           | 88 capítulos       |
| Sol Alac                | Vera                    | 363 - 413           | 50 Capítulos       |
| Gianni Fiore            | Roberto - Representante | 385 - 412           | 27 Capítulos       |
| Juan Gil Navarro        | León                    | 395 - 410           | 15 capítulos       |
| Marianne Oliva          | Ellis                   | 426 - 450           | 24 Capítulos       |
| Claudia Santos          | Joana                   | 426, 428 - 429, 450 | 24 Capítulos       |

### Temporada 3 (Capítulos 451 a 679)
| Temporada | Temporada | Episodios | Episodios | Lanzamiento original | Lanzamiento original    | Lanzamiento original |
| Temporada | Temporada | Episodios | Episodios | Primera emisión      | Última emisión          | Cadena               |
| --------- | --------- | --------- | --------- | -------------------- | ----------------------- | -------------------- |
|           | 3         | 229       | 229       | 25 de enero de 2000  | 17 de noviembre de 2000 | Telefe               |

El 17 de noviembre del 2000 llega a su fin la telenovela, la cual cosechó buena audiencia durante sus 3 temporadas. Esta temporada estuvo protagonizada por Nahuel Mutti, Marcela Kloosterboer, Guido Kaczka, Romina Ricci, Celeste Cid, 
Florencia Bertotti, Sabrina Carballo, Nicolás Mateo, Mariano Torre, Lucas Crespi, Joaquín Furriel, Tomás Fonzi, Ezequiel Castaño, Santiago Pedrero, Ezequiel Rodríguez y Damián Canduci. Estuvo coprotagonizada por Leonora Balcarce y Catalina Artusi, sus protagonistas adultos fueron Gloria Carrá, Diego Ramos y Walter Quiroz. Contó con la participación antagónica de Rita Cortese. También contó con la participación estelar de Lucas Ferraro, Esteban Meloni, Francisco Bass, Carla Peterson, Rafael Ferro, Magela Zanotta, Florencia Peña, Julieta Cardinali, Mariana Prommel, Tony Vilas, Susana Ortiz, Diego Mesaglio, Lola Berthet, María Fernanda Neil, Valeria Britos, Eugenia Lencinas, Samantha Silva y Matías del Pozo. También contó con la actuación estelar de Rubén Stella, Tincho Zabala y Villanueva Cosse y las primeras actrices Alicia Bruzzo y Chany Mallo.
Luego de la muerte de Germán, llega a Costa Esperanza Rafael Baldasari (Rafael Ferro) con la tutela de Brisa, la hija de Dolores y Germán para criar a la bebé en el pueblo donde vivieron sus padres. Entre los acontecimientos más importantes se encuentra el regreso de África, de José (Marcela Kloosterboer). Aparecen nuevos personajes como Pablo (Walter Quiroz), Joaquín (Joaquín Furriel), Rocío (Valeria Britos), Lucas (Lucas Crespi) y Elena (Leonora Balcarce), entre otros.
- Estables

| Actor                | Personaje                   | Período              | Total de capítulos |
| -------------------- | --------------------------- | -------------------- | ------------------ |
| Gloria Carrá         | Amparo Guzmán               | 451-679              | 229 capítulos      |
| Diego Ramos          | Bruno Beláustegui           | 451-557              | 106 capítulos      |
| Susana Ortiz         | Elvira Gómez De Herrera     | 451-679              | 229 capítulos      |
| Horacio Peña         | Federico Ibarra             | 451-528-676-679      | 229 capítulos      |
| Chany Mallo          | Victoria                    | 456-543/625-628      | 79 capítulos       |
| Marcela Kloosterboer | Josefina Vidal              | 452, 471-596/631-635 | 130 capítulos      |
| Guido Kaczka         | Octavio Levin               | 451-679              | 229 capítulos      |
| Rita Cortese         | Sara Katz                   | 451-679              | 228 capítulos      |
| Villanueva Cosse     | Leandro Beláustegui         | 451-513/633          | 63 capítulos       |
| Rubén Stella         | Eduardo López Echagüe       | 563-640              | 77 capítulos       |
| Nahuel Mutti         | Tomás Ibarra                | 451-679              | 229 capítulos      |
| Romina Ricci         | Marilyn/Connie Vázquez      | 451-679              | 229 capítulos      |
| Tomás Fonzi          | Benjamín Vázquez            | 482-535              | 68 capítulos       |
| Ezequiel Castaño     | Lucio Herrera               | 451-650              | 199 capítulos      |
| Celeste Cid          | Yoko Vázquez                | 451-679              | 229 capítulos      |
| Santiago Pedrero     | Tadeo Guzmán                | 451-592              | 141 capítulos      |
| Florencia Bertotti   | Dolores Guzmán              | 451-679              | 229 capítulos      |
| Sabrina Carballo     | Renata Montili              | 451-679              | 229 capítulos      |
| Nicolás Mateo        | Nicolás Levin               | 451-679              | 229 capítulos      |
| Ezequiel Rodríguez   | Damián Guzmán               | 451-502              | 51 capítulos       |
| Damián Canduci       | Pedro Guzmán                | 451-679              | 229 capítulos      |
| Mariano Torre        | Ricardo Serdá               | 451-679              | 229 capítulos      |
| Laura Liste          | Sol Vega                    | 451-510              | 60 capítulos       |
| Lucas Crespi         | Lucas Arias                 | 451-679              | 229 capítulos      |
| Catalina Artusi      | Trinidad Guzmán             | 451-679              | 229 capítulos      |
| Paulo Brunetti       | Gustavo Torres              | 451-507              | 58 capítulos       |
| Matías del Pozo      | Álex Beláustegui Villanueva | 451-557              | 106 capítulos      |
| Rafael Ferro         | Rafael Baldasari            | 451-505/632-679      | 101 capítulos      |
| Julieta Cardinali    | Celina Villanueva           | 451-557              | 106 capítulos      |
| Florencia Peña       | Guadalupe Arriaga           | 460-502              | 42 capítulos       |
| Graciela Tenenbaum   | Catalina Marlene Vázquez    | 451-679              | 229 capítulos      |
| Mariana Prommel      | Nora Katz Levin             | 451-679              | 229 capítulos      |
| Carla Peterson       | Perla Gómez                 | 451-571-679          | 229 capítulos      |
| Magela Zanotta       | Daniela Arias               | 451-575              | 120 capítulos      |
| Walter Quiroz        | Pablo Valentini             | 501-679              | 178 capítulos      |
| Valeria Britos       | Rocío Echaverria            | 522-592              | 70 capítulos       |
| Joaquín Furriel      | Joaquín López Echagüe       | 559-679              | 120 capítulos      |
| Leonora Balcarce     | Elena Moreno                | 608-679              | 71 capítulos       |

- Participaciones especiales

| Actor                   | Personaje                         | Período                 | Total de capítulos |
| ----------------------- | --------------------------------- | ----------------------- | ------------------ |
| Héctor Malamud          | Teniente Páez                     | 451-462                 | 11 capítulos       |
| Diego Mesaglio          | Alí                               | 451-474-490-507         | 56 capítulos       |
| Marianne Oliva          | Elis                              | 451-466                 | 15 capítulos       |
| Leandro Castello        | Segundo                           | 451-498                 | 48 capítulos       |
| Claudia Santos          | Joana                             | 465 - 466               | 2 Capítulos        |
| Jorge Mayorano          | Dr. Víctor Dubatti                | 469 - 498               | 29 Capítulos       |
| Cira Caggiano           | Susana                            | 471 - 502               | 31 capítulos       |
| Tony Vilas              | Padre Enrique                     | 451-509                 | 57 capítulos       |
| Lola Berthet            | Dolinda                           | 491-650                 | 155 capítulos      |
| Noelia Castaño          | Pia                               | 493-497                 | 4 capítulos        |
| Mariela Fernández       | Carmela                           | 522-553                 | 31 capítulos       |
| María Fernanda Neil     | Emily                             | 531-535                 | 5 capítulos        |
| Guillermo Pfening       | El gringo                         | 542-559                 | 17 capítulos       |
| Ana Celentano           | Mauge                             | 542-552                 | 10 capítulos       |
| Alfredo Iglesias        | Cardenal Dumond                   | 557-577-585-596-621-635 | ? capítulos        |
| Paula Colombini         | Lucía                             | 593-612                 | 19 capítulos       |
| Soledad Silva Fernández | Ada                               | 601-650                 | 48 capítulos       |
| Celina Zambón           | Zoe Kaplan                        | 602-678                 | 76 capítulos       |
| Tincho Zabala           | Emilio Vázquez                    | 626-628                 | 3 capítulos        |
| Francisco Bass          | Tacio Valdez                      | 638-679                 | 41 capítulos       |
| Lucas Ferraro           | Jano Valdez                       | 638-679                 | 41 capítulos       |
| Eugenia Lencinas        | Maia Valdez                       | 638-679                 | 41 capítulos       |
| Esteban Meloni          | Homero Valdez                     | 638-679                 | 41 capítulos       |
| Alicia Bruzzo           | Grecia "La Griega" Montero Valdez | 640-679                 | 39 capítulos       |

### Apariciones
| Personaje                   | Actor/actriz         | Temporada     | Temporada     | Temporada |
| Personaje                   | Actor/actriz         | 1             | 2             | 3         |
| --------------------------- | -------------------- | ------------- | ------------- | --------- |
| Tomás Ibarra                | Nahuel Mutti         | Principal     | Principal     | Principal |
| Josefina "José" Vidal       | Marcela Kloosterboer | Principal     |               | Principal |
| Violeta Herrera             | Agustina Cherri      | Principal     | Principal     |           |
| Mauro Villanueva            | Alejo Ortiz          | Principal     | Principal     |           |
| Clara Vázquez               | Dolores Fonzi        | Principal     | Principal     |           |
| Juan Herrera                | Juan Ponce de León   | Principal     | Principal     |           |
| Elvira de Herrera           | Susana Ortiz         | Principal     | Principal     | Principal |
| Benjamin Vázquez            | Tomás Fonzi          | Principal     | Principal     | Principal |
| Dolores "Loli" Vidal        | Nancy Duplaa         | Principal     | Principal     |           |
| Franco Baldassari           | Fernán Mirás         | Principal     | Principal     |           |
| Germán Villanueva           | Mario Pasik          | Principal     | Principal     |           |
| Renata                      | Sabrina Carballo     | Principal     | Principal     | Principal |
| Teresa Villaueva            | Agustina Lecouna     | Principal     | Principal     |           |
| Emilio Vázquez              | Tincho Zabala        | Principal     | Principal     | Invitado  |
| Bruno Belaustegui           | Diego Ramos          | Principal     | Principal     | Principal |
| Nicolás Levin               | Nicolás Mateo        | Principal     | Principal     | Principal |
| Leandro Belaustegui         | Villanueva Cosse     | Principal     | Principal     | Principal |
| Federico Ibarra             | Horacio Peña         | Principal     | Principal     | Principal |
| Connie Vázquez              | Romina Ricci         | Principal     | Principal     | Principal |
| Darío Baldassari            | Alejandro Botto      | Principal     | Principal     |           |
| Rafael Baldassari           | Rafael Ferro         |               |               | Principal |
| Paula Ibarra/ Amanda        | Jazmín Stuart        | Invitada      | Invitada      | Principal |
| Sofía                       | Patricia Viggiano    | Principal     | Recurrente    |           |
| Isabel de Ibarra            | Alicia Zanca         | Principal     | Recurrente    |           |
| Felicitas                   | Isabel Macedo        | Principal     | Invitada      |           |
| Jazmín Herrera              | Carolina Santangelo  | Principal     | Recurrente    |           |
| Nano                        | Marcos Marotta       | Principal     |               |           |
| Victoria Vázquez            | Chany Mallo          | Principal     |               | Invitado  |
| Cecilia Villanueva          | Julieta Cardinali    | Recurrente    | Principal     | Principal |
| Sara Katz                   | Rita Cortese         |               | Principal     | Principal |
| Octavio Levin               | Guido Kaczka         |               | Principal     | Principal |
| Yoko Vázquez                | Celeste Cid          |               | Principal     | Principal |
| Padre Enrique               | Tony Vilas           |               | Principal     | Principal |
| Rosario/ Hermana de Rosario | Henny Trailes        | Invitada      | Principal     |           |
| Alejandro                   | Federico D'Elia      |               | Invitado      |           |
| Alicia                      | Helena Jios          | Invitada      | Principal     | ¿?        |
| Amalia                      | Nelly Fontán         | Invitada      | Participación | ¿?        |
| Sabrina                     | Sandra Ballesteros   | Invitada      | Participación |           |
| Gastón                      | Augusto Di Paolo     | Invitado      | Participación |           |
| Raúl Herrera                | Mario Alarcon        | Participación | Invitado      |           |
| Diego Linares               | Fernando Tobi        |               | Invitado      | ¿?        |
| Carla                       | Romina Gaetani       | Participación | Participación | ¿?        |
| Emma                        | Adela Gleijer        |               | Participación |           |
| Manuel Palermo              | Aldo Pastur          |               | Participación |           |
|                             | Mimi Ardu            |               | Participación |           |
| Rossi                       | Luz Kerz             |               | Participación |           |
| Gabriela                    | Viviana Puerta       |               | Participación |           |

- Estable (E)

Personaje que estuvo en más de la mitad de la temporada.
- Invitado (I)

Personaje que estuvo en 50 o más capítulos y en menos de la mitad de la temporada.
- Participación (P)

Personaje que participó sólo en algunos capítulos de la temporada.

## Producción de exteriores
A pesar de que las mayorías de las escenas se realizaban en la provincia de Buenos Aires, la ficción logró tener un gran despliegue de producción viajando a grabar escenas en otras ciudades de Argentina y en otros países del mundo.

### Temporada 1
- San Carlos de Bariloche - Provincia de Río Negro -Argentina - (80 - 83)
- Nueva York - Estado de Nueva York - Estados Unidos de América - (104 - 111)
- Ciudad Autónoma de Buenos Aires - Argentina - (111)
- Colonia del Sacramento - Uruguay - (119 - 120)
- La Habana - Cuba - (130 - 132)
- Carilo - Provincia de Buenos Aires - Argentina -  (?)
- Masái - Kenia - (147 - 156)
- El Hoyo (Argentina) -  Chubut - (196 - 201)

### Temporada 2
- Puerto Pirámides - Provincia de Chubut - Argentina - (220)
- Purmamarca - Provincia de Jujuy - Argentina - (249)
- Tilcara - Provincia de Jujuy - Argentina - (249)
- Uquía - Provincia de Jujuy - Argentina - (250)
- La Quiaca - Provincia de Jujuy - Argentina - (250)
- Cartagena - Colombia - (261, 264)
- Isla Grande (Río de Janeiro) -Brasil- (295-299)
- Copacabana (Bolivia) - Bolivia -  (312-316)
- San Carlos de Bariloche - Provincia de Río Negro - Argentina -  (331 - 337)
- Mar del Sur - Carilo - Provincia de Buenos Aires - Argentina -  (346 - 356)
- Ciudad Autónoma de Buenos Aires - Argentina - (260 - 261, 297, 311, 357, 388, 415, 426, 440)
- Valparaíso - Chile -  (384 - 387)
- Atenas - Grecia -  (416 - 418)
- Islas Cícladas - Grecia -  (418 - 423)
- Ushuaia - Provincia de Tierra del Fuego - Argentina -  (443 - 450)

### Temporada 3
- Punta del Este - Uruguay -  (459 - 465)
- Nigeria -  (471-475)
- Londres - Inglaterra  (487-489?)
- Milán - Italia  (489 - 491)
- San Carlos de Bariloche - Provincia de Río Negro  (603 - 611)
- Colonia del Sacramento - Uruguay  (¿-?)

## Banda sonora
La telenovela, fue la primera serie juvenil musical realizada en Argentina. Contó con dos discos, correspondientes a la primera y segunda temporada. La tercera temporada contó con canciones nuevas que nunca fueron editadas en un álbum. Todas las canciones fueron compuestas por Cris Morena, algunas originales para el ciclo televisivo, y otras que fueron reversiones de otros ciclos anteriores como Jugate conmigo o Dibu. Fueron interpretadas por parte del elenco juvenil y por músicos profesionales. 

### Primer álbum (1998)
- Verano del 98
- El cristal
- 15 de marzo
- Señora
- Sin querer
- Brisa
- Más a fondo
- Bellísima
- Nada nos puede pasar
- Verano del 98

### Segundo álbum (1999)
- Sálvame
- Tanto te amo
- Vale la pena
- Cuando el corazón me mate
- Poder ser uno mismo
- ¿Quién es?
- Quereme
- Dos segundos
- Libres de corazón
- No se vivir
- Querido amor

### Tercer álbum (2000) (Inéditos)
- Déjate ser
- Loco
- Perdí el camino
- Destiempo
- Tan lejos
- Nuestro amor
- Hay amores

## Similitudes con Dawson's Creek
La telenovela fue inspirada en varios personajes y situaciones de la serie estadounidense Dawson's Creek creada por Kevin Williamson. Cuando Gustavo Yankelevich, gerente artístico de Telefe en aquel entonces, vio el piloto de la mencionada serie en junio de 1997, presentado por la cadena Sony, quienes no estaban convencidos de realizarla, Yankelevich retomó la idea para un formato de telenovela ambientada en Argentina. Finalmente Dawson's Creek se estrenó el 20 de enero de 1998 y Verano del 98 se estrenó el 26 de enero de 1998. Sin embargo, las situaciones y personajes de la telenovela adquirieron vida propia y se apartaron paulatinamente de la idea original de dicha serie.

## Adaptaciones
- Verano de amor: es el nombre que llevó la versión para México. Fue producida por Pedro Damián para Televisa en el año 2009. A diferencia de Verano del 98, la versión no alcanzó las expectativas, por lo que tuvo bajos niveles de índice de audiencia y sólo fue emitida durante cinco meses antes de ser cancelada.

- Sueños de Verano: fue la adaptación producida y guionada por el argentino Jorge Chernov para la Televisora Nacional de Panamá (TVN). Al contrario que Verano del 98, esta versión realizada en 2011 en formato "Full HD" fue trasmitida semanalmente desde el mes de abril y su primera temporada constó de 18 capítulos. Se trata de una comedia musical adaptada a la realidad panameña y enfocada en la familia con expectativas de exportación y continuidad. Es protagonizada por Elizabeth Grimaldo, Juanxo Villaverde, Isabeau Méndez, Gionni Scolo, Renny Rentería, Agustín Gonçalves, Miguel Oyola, entre otros. Gran parte del elenco juvenil y compositores de las canciones de la serie participaron de los realities musicales Canta conmigo y Vive la música.

## Premios y nominaciones
| Año  | Premio        | Categoría              | Nominado             | Resultado |
| ---- | ------------- | ---------------------- | -------------------- | --------- |
| 1999 | Martín Fierro | Mejor telenovela       | Verano del 98        | Nominado  |
| 1999 | Martín Fierro | Mejor actor de reparto | Mario Pasik          | Nominado  |
| 1999 | Martín Fierro | Actriz revelación      | Marcela Kloosterboer | Ganadora  |